# Joe Matthews
Pour les articles homonymes, voir Matthews.
Vincent Joseph Gaobakwe Matthews, né le 17 juin 1929 à Durban et mort le 19 août 2010 à Johannesburg, est un homme politique sud-africain, membre du Congrès national africain (1944-1992) puis de l'Inkatha Freedom Party sous les couleurs duquel il est membre du Parlement de 1994 à 2004 et ministre-adjoint à la Sécurité dans le gouvernement Mandela (1994-1999).

## Biographie
Il est le fils de Z. K. Matthews, un ancien leader du Congrès national africain (ANC). Matthews termine son éducation primaire au sein de la Lovedale Mission Station dans le Cap-Oriental tandis que son père donne des cours à l'université de Fort Hare. À l'âge de 15 ans, en 1944, il rejoint la ligue de jeunesse de l'ANC. 
Diplômé d'un Baccalauréat universitaire ès lettres de l'université de Fort Hare (1952) et d'un LLB de l'université de Londres (1956), il est inculpé pour haute trahison en 1956 avec 154 autres activistes en raison de leur militantisme anti-apartheid avant d'^être tous acquittés par la justice sud-africaine. 
Il passe l'examen du barreau en 1957 et devient avocat à la Cour suprême. En 1960, il exerce sa profession à Durban avant de partir l'exercer au Lesotho où il s'exile. Durant cette période où il continue à participer à la lutte contre l'apartheid, il est nommé adjoint au procureur général du Botswana. 
De 1986 à 1991, Matthews vit aux Pays-Bas avant de revenir en Afrique du Sud. En 1992, il démissionne de l'ANC pour rejoindre son adversaire politique, l'Inkatha Freedom Party.
En 1994, Matthews est élu au Parlement sud-africain sous les couleurs de l'Inkatha Freedom Party et est réélu en 1999. 
De 1994 à 1999, il est ministre adjoint à la Sécurité dans le gouvernement d'unité nationale dirigé par Nelson Mandela. 
Il se retire de la vie politique en 2004 et meurt en 2010 à Johannesburg.